# غواصة يو بي-44
يو بي-44 غواصة ألمانية من فئة يو بي2 خدمت في البحرية الإمبراطورية الألمانية خلال الحرب العالمية الأولى. خدمت في البحر المتوسط واختفت في أغسطس 1916. كلفت من البحرية الإمبراطورية الألمانية في 11 مايو 1916.